# Lãnh địa Sharif Mecca
Lãnh địa Sharif Mecca (tiếng Ả Rập: شرافة مكة Sharāfa Makka) hay Tiểu vương quốc Mecca là một nhà nước không có chủ quyền trong hầu hết thời gian nó tồn tại, nằm dưới quyền cai trị của các Sharif của Mecca. Sharif là một trong số hậu duệ của Hasan ibn Ali, cháu nội của Muhammad. Trong các nguồn của phương Tây, người cai trị Mecca được gọi là Đại Sherif, song người Ả Rập luôn sử dụng tên "Emir".
Lãnh địa Sharif tồn tại từ khoảng năm 968 đến năm 1925. Từ năm 1201, các hậu duệ của tộc trưởng Sharif Qutada cai trị Mecca, Medina và Hejaz kế tiếp nhau cho đến năm 1925.

## Lịch sử ban đầu
Lúc đầu, các sharif của Hejaz nói chung tránh can dự vào đời sống công cộng. Tình thế này thay đổi vào nửa cuối của thế kỷ 10 khi giáo phái Qarmat nổi lên. Giáo phái Qarmat chỉ đạo các cuộc tấn công ở cấp bộ lạc nhằm vào Iraq, Syria và phần lớn bán đảo Ả Rập, gây gián đoạn dòng người hành hương đến Mecca. Năm 930, giáo phái này tấn công Mecca, và lấy trộm Đá Đen khỏi Kaaba, khiến cho khalip của Abbas tại Baghdad lúng túng. Abu al-Misk Kafur là một chư hầu của Abbas và là người cai trị Ai Cập, ông thuyết phục giáo phái Qarmat kết thúc các cuộc tấn công và trả lại Đá Đen cho Mecca để đổi lấy cống nạp thường niên. Nhằm gia tăng an toàn cho khách hành hương, ông chọn một trong số các sharif của Hejaz là Jaafar al-Musawi, và lập người này làm emir của Mecca vào khoảng năm 964.
Đến khi Vương triều Fatima theo giáo phái Shia Ismail chinh phục Ai Cập vào năm 973, họ bắt đầu bổ nhiệm các sharif của Mecca từ những hậu duệ của Jaafar al-Musawi. Năm 1012, Emir của Mecca là Abdul-Futuh tự xưng là khalip, song người này bị thuyết phục từ bỏ tước hiệu trong cùng năm. Quân chủ đầu tiên của Vương triều Sulayhi chinh phục toàn Yemen vào năm 1062, và tiến về phía bắc nhằm đánh chiếm Hejaz. Họ được bổ nhiệm làm emir của Mecca trong một khoảng thời gian. Do quyền lực của hệ Sunni bắt đầu phục hồi sau năm 1058, các emir của Mecca duy trì lập trường nước đôi giữa Fatima và các Seljuk của Isfahan. Sau khi Saladin lật đổ Vương triều Fatima vào năm 1171, Vương triều Ayyub mong muốn thiết lập chủ quyền của mình đối với Mecca. Tuy nhiên, can dự liên tục của họ trong tranh chấp triều đại đã dẫn đến một giai đoạn bên ngoài tự do can thiệp vào Hejaz.
Đến khoảng năm 1200, một sharif có tên là Qatada ibn Idris đoạt được quyền lực và được sultan của Ayyub công nhận là emir. Ông trở thành người sáng lập một triều đại nắm quyền tại tiểu vương quốc cho đến khi nó bị bãi bỏ vào năm 1925. Vương triều Mamluk kế tục cai quản Hejaz, và biến khu vực thành một tỉnh thông thường của đế quốc này sau năm 1350. Jeddah trở thành một căn cứ của quân Mamluk trong các chiến dịch của họ trên biển Đỏ và Ấn Độ Dương, vì thế nó thay thế Yanbu trong vai trò là trung tâm mậu dịch hàng hải chính yếu trên bờ biển Hejaz. Bằng cách khiến cho nội bộ gia tộc của sharif chống đối lẫn nhau, người Mamluk đạt được quyền kiểm soát cao độ đối với Hejaz.

## Giai đoạn Ottoman

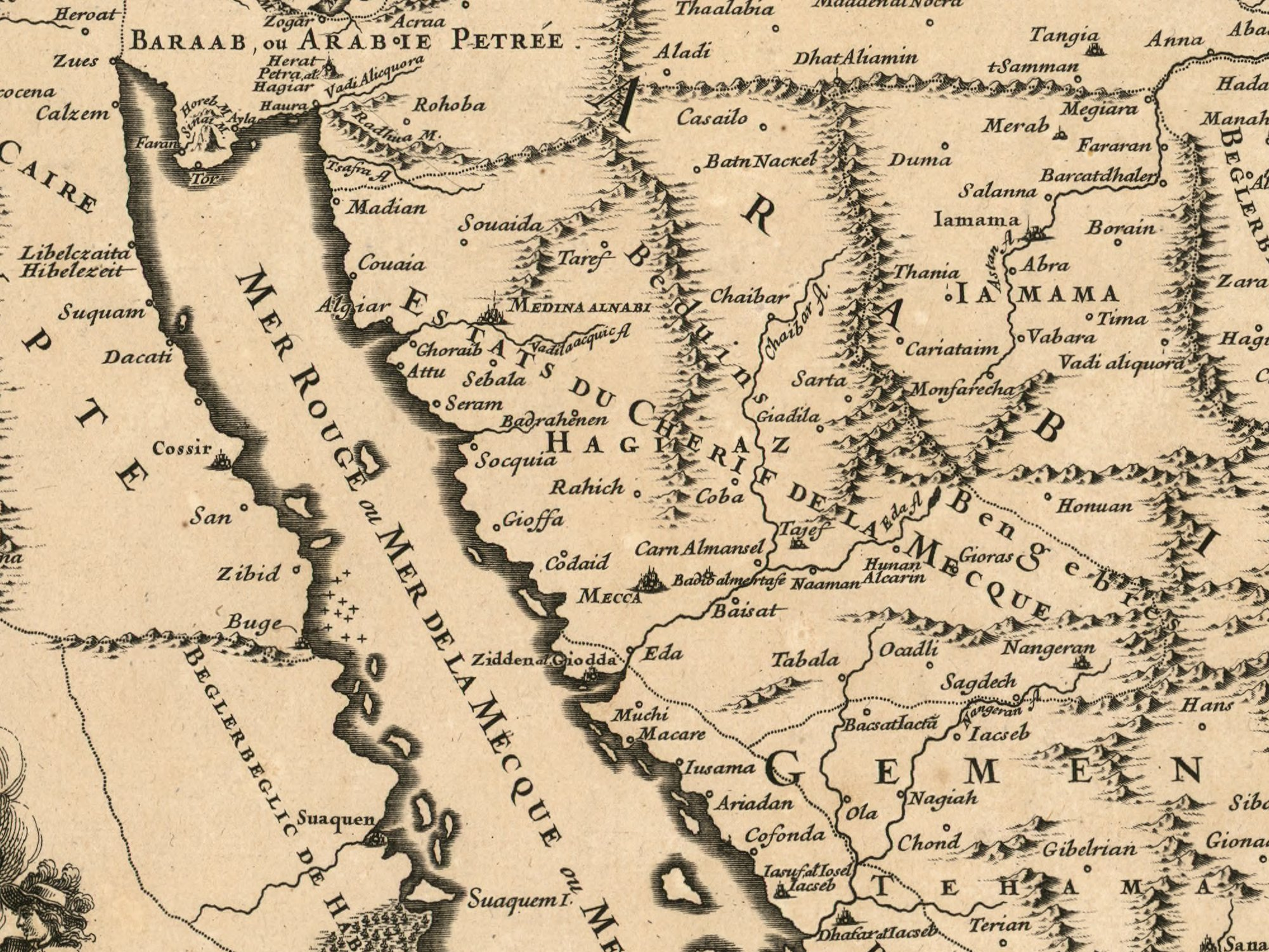
Bản đồ Lãnh địa Sharif Mecca năm 1695

Trong giai đoạn Ottoman, tiểu vương quốc không được kế tập, và người kế nhiệm do triều đình trung ương Ottoman bổ nhiệm trực tiếp. Một hệ thống chính quyền kép tồn tại ở Hejaz trong phần lớn giai đoạn này. Quyền lực cai trị được chia sẻ giữa emir, một thành viên của ashraf hay các hậu duệ của Nhà tiên tri Muhammad, và wāli hay thống đốc của Ottoman. Hệ thống này tiếp tục cho đến khởi nghĩa Ả Rập vào năm 1916. Ngoài các emir của Mecca, chính quyền Ottoman tại Hejaz ban đầu nằm trong tay Thống đốc Ai Cập và sau đó là Thống đốc Jeddah. Tỉnh Jeddah sau đó đổi thành tỉnh Hejaz, có một thống đốc tại Mecca.
Trong hầu hết thế kỷ 19, địa phương cực bắc của tiểu vương quốc là Al-Ula, trong khi giới hạn phía nam thường là Al Lith, và đôi khi là Al Qunfudhah; về phía đông, nó chưa từng trải rộng xa hơn ốc đảo Khaybar. Mecca, Medina và Jeddah là các thành phố lớn nhất trong khu vực. Hầu hết cư dân trong các thành phố này gồm có người Hồi giáo phi Ả Rập, như người Bukhara, người Java, người Ấn Độ, người Afghan và người Trung Á.

### Giai đoạn đầu
Khu vực Hejaz trước đó nằm dưới quyền cai trị của Vương triều Mamluk cho đến khi bị Ottoman tiếp quản vào năm 1517. Trong cùng năm, Sharif Barakat của Mecca thừa nhận sultan của Ottoman là khalip. Khi các Sharif chấp nhận chủ quyền của Ottoman, Sultan xác nhận vị thế của họ là người cai trị của Hejaz. Quyền lực của Ottoman chỉ mang tính gián tiếp, do được dàn xếp để lại thực quyền cho Emir. Sultan lấy hiệu là "Hâdimü’l-Haremeyni’ş-Şerifeyn", hay là Người bảo vệ hai thành phố linh thiêng.
Vào năm 1630, một trận lụt quét qua Mecca, gần như tàn phá hoàn toàn Kaaba. Nó được khôi phục xong vào năm 1636. Năm 1680, có khoảng 100 chết đuối trong một trận lụt khác tại Mecca.
Ban đầu, người Ottoman cai trị Hejaz với danh nghĩa là bộ phận của tỉnh Ai Cập. Các Emir được Sultan bổ nhiệm song cân nhắc đến lựa chọn của các sharif, cũng như ý kiến của các wali Ai Cập, Damascus và Jeddah (sau khi nó được lập), cũng như của qadi của Mecca. Emir của Mecca luôn là thành viên của gia tộc Hashem vốn là hậu duệ của Nhà tiên tri Muhammad. Tình trạng này kết thúc vào năm 1803, khi giáo phái Wahhabi theo trào lưu chính thống phế truất Emir Sharif Ghalib của Mecca.

### Wahhabi xâm chiếm và Ai Cập kiểm soát
Giáo phái Wahhabi bắt đầu trở thành một mối đe doạ đối với Hejaz từ thập niên 1750 trở đi. Họ nổi lên với tư cách một phong trào tôn giáo tại Diriyah thuộc Nejd vào năm 1744-1745. Học thuyết của họ có ít cảm tình viên tại Hejaz, và Mufti của Mecca tuyên bố rằng họ là dị giáo. Giáo phái này chiếm được hai thành phố linh thiêng vào năm 1801. Năm 1803, quân Wahhabi dưới quyền lãnh đạo của Abdul-Aziz Al Saud tấn công Mecca. Sharif Ghalib đào thoát đến Jeddah, song thành này cũng bị bao vây ngay sau đó. Sharif Ghalib được đưa về Mecca với thân phận là một chư hầu của Nhà Saud.
Ban đầu, Tosun Pasha dẫn quân Ai Cập thuộc Ottoman và chiếm Medina vào năm 1812 và Mecca vào năm 1813. Sau khi ông mất İbrahim Pasha, là người từng đi theo Mehmed Ali đến Hejaz vào năm 1814, tiếp quản và truy kích quân Wahhabi vào Nejd. Khi biết tin chiến thắng, Mahmud II bổ nhiệm İbrahim Pasha làm thống đốc của Jeddah và Habeş. Ông là người cai trị trên danh nghĩa của Hejaz nhân danh Ottoman từ năm 1811 đến năm 1840. Quân Wahhabi bị trục xuất khỏi Hejaz vào năm 1818, khi Thống đốc Ai Cập Mehmed Ali Pasha đạt được thắng lợi chung cuộc. Hejaz sau đó nằm dưới quyền thống trị của nhân vật này. Công ước London 1840 buộc Mehmed Ali rút khỏi Hejaz.

### Tỉnh Hejaz

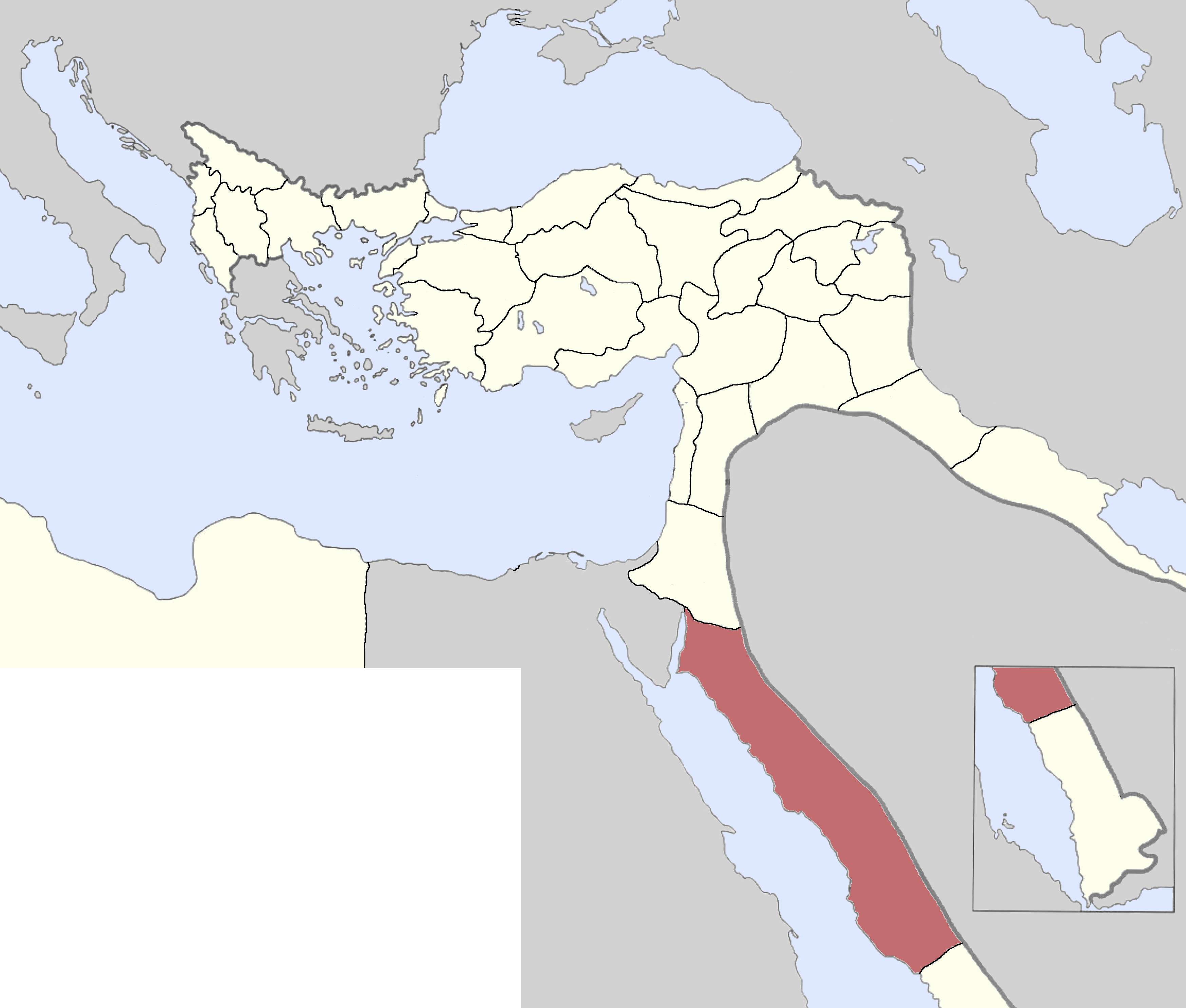
Sau năm 1872, Lãnh địa Sharif đồng nhất với tỉnh Hejaz.

Sau khi triều đình trung ương Ottoman khôi phục quyền kiểm soát Hejaz, chính quyền cấp tỉnh được tái cơ cấu, và nó được tổ chức thành tỉnh Hejaz. Điều này dẫn đến hình thành hai cơ cấu chính trị và hành chính song song: Tiểu vương quốc và tỉnh. Sau khi thống đốc bắt đầu trú tại Mecca, tỉnh đưa tiểu vương quốc vào phạm vi quyền hạn của mình, dẫn đến tình thế chính quyền nhị trùng.
Cải cách gây tổn thất đến quyền lực gần như tự trị của emir, dẫn đến một cuộc xung đột giữa Emir và wali kéo dài trong phần còn lại của thế kỷ 19. Thậm chí sau đó, Emir của Mecca vẫn không trở thành một chức vụ lệ thuộc vào wali. Các Emir của Mecca tiếp tục có tiếng nói trong chính quyền tại Hejaz bên cạnh các thống đốc. Hai bên cùng tồn tại song song một cách không dễ dàng, trong khi cai trị trên cùng phạm vi địa lý thì họ phân chia quyền lực theo một cách thức phức tạp, dẫn đến thương lượng, xung đột hoặc hợp tác liên tiếp giữa họ.
Ngay từ thập niên 1880, đã có thảo luận về việc người Anh chiếm giữ Hejaz cùng ủng hộ từ các şharif. Người Anh cũng thách thức sultan của Ottoman khi yêu sách rằng Anh nên được bổ nhiệm Emir, do họ cai trị số lượng cư dân Hồi giáo đông gấp bốn lần so với triều đình Ottoman.
Ngày 23 tháng 12 năm 1925, Quốc vương Ali đầu hàng Nhà Saud, khiến Vương quốc Hejaz và Lãnh địa Sharif cáo chung.

## Danh sách Sharif
Danh sách cục bộ các Sharif của Mecca:
- Muhammed Abu-Jafar Al-Thalab (967–980)
- Sharif Essa (980–994)
- Sharif Abu Al-Futooh (994–1039)
- Sharif Shukrul-Din (1039–1061)
- Abul-Hashim ibn Muhammed (1061–1094)
- Ibn Abul-Hashim Al-Thalab (1094–1101)
- Qatada ibn Idris al-Alawi al-Hasani (1201–1220)
- Ibn Qatada Al-Hashimi (1220–1241)
- Al-Hassan abul-Saad (1241–1254)
- Muhammed abul-Nubaj (1254–1301)
- Rumaitha Abul-Rada (1301–1346)
- Aljan Abul-Sarjah (1346–1375)
- Al-Hassan II (1394–1425)
- Barakat I (1425–1455)
- Malik ul-Adil Muhammad (III) ibn Barakat (1455–1497)
- Barakat (II) ibn Muhammad (1497–1525)
- Muhammad Abu Numay (II) Nazim ud-din (1525–1583)
- Al-Hasan (III) ibn Muhammad Abu Numay (1583–1601)
- Idris (II) Abu 'Aun ibn Hasan (1601–1610)
- Muhsin (I) ibn Hussein (1610–1628)
- Ahmad ibn Abu Talib al-Hasan (1628–1629)
- Masud (I) ibn Idris (1629–1630)
- Abdullah (I) ibn Hasan (1630–1631)
- Zeid ibn Muhsin (1631–1666)
- Đồng trị của Saad ibn Zeid (1666–1672); Ahmad ibn Zeid (1669–1671); Muhsin ibn Ahmad (1667–1668); Hamud ibn Abdullah ibn Hasan (1670)
- Barakat (III) ibn Muhammad (1672–1682)
- Ibrahim ibn Muhammad (1682)
- Said (I) ibn Barakat (1682–1683)
- Ahmad ibn Zeid (1684–1688)
- Đồng trị của Ahmad ibn Ghalib (1688–1690) và Muhsin ibn Ahmad (1689–1690)
- Muhsin (II) ibn Hussein (1690–1691)
- Said (II) ibn Saad (1691–1694)
- Saad ibn Zeid (1693–1694)
- Abdullah (II) ibn Hashim (1694)
- Saad ibn Zeid (1694–1702)
- Said (II) ibn Saad (1702–1704)
- Abdul Muhsin ibn Ahmad (1704)
- Abdul Karim ibn Muhammad (1704–1705)
- Said (II) ibn Saad (1705)
- Abdul Karim ibn Muhammad (1705–1711)
- Said (II) ibn Saad (1711–1717)
- Abdullah (III) ibn Said (1717–1718)
- Ali ibn Said (1718)
- Yahya (I) ibn Barakat (1718–1719)
- Mubarak ibn Ahmad (1720–1722)
- Barakat ibn Yahya (1722–1723)
- Mubarak ibn Ahmad (1723–1724)
- Abdullah (III) ibn Said (1724–1731)
- Muhammad ibn Abdullah (1731–1732)
- Masud ibn Said (1732–1733)
- Muhammad ibn Abdullah (1733–1734)
- Masud ibn Said (1734–1752)
- Masaad ibn Said (II) (1752–1759)
- Jaafar ibn Said (1759–1760)
- Masaad ibn Said (II) (1760–1770)
- Ahmad ibn Said (1770)
- Abdullah (IV) ibn Hussein (1770–1773)
- Surur ibn Masaad (1773–1788)
- Abdul Muin ibn Masaad (1788)
- Ghalib ibn Masaad (1788–1803)
- Yahya (II) ibn Surur (1803–1813)
- Ghalib ibn Masaad (1813–1827)
- Abdul Mutalib ibn Ghalib (1827)
- Muhammad ibn Abdul Muin (1827–1836)
- Muhammad ibn Abdul Muin (1840–1851)
- Abdul Mutalib ibn Ghalib (1851–1856)
- Muhammad ibn Abdul Muin (1856–1858)
- Abdullah Kamil Pasha ibn Muhammad (1858–1877)
- Hussein ibn Muhammad (1877–1880)
- Abdul Mutalib ibn Ghalib (1880–1882)
- Aun ar-Rafiq Pasha ibn Muhammad (1882–1905)
- Ali Pasha ibn Abdullah (1905–1908)
- Hussein Pasha ibn Ali (1908–1916)
- Ali Haidar Pasha (1916)
- Husayn ibn Ali (1916–1925)
- Ali ibn Husayn (1925)